# Smalfliget brandbæger
Smalfliget brandbæger (Jacobaea erucifolia) er en blomst i brandbægerslægten i kurvblomst-familien. Den forekommer naturligt i det meste af Europa og mod øst til den vestlige del af Centralsibirien. Det er en 20-80 centimeter høj flerårig plante, der blomstrer i august til december. Den vokser på overdrev, tørre skrænter, randarealer og standoverdrev.
Bestanden i Danmark er i tilbagegang, og findes nu kun på Sydlangeland, og den er regnet som en truet art på den danske rødliste.